# Madame du Val-Noble
Madame du Val-Noble est un personnage de La Comédie humaine d’Honoré de Balzac. Née en 1799 à Alençon et connue seulement par son prénom, Suzanne, elle apparaît pour la première fois dans La Vieille Fille où elle est ouvrière-blanchisseuse chez madame Lardot. Après avoir fait du chantage à un personnage influent d'Alençon, monsieur du Bousquier, elle s'installe à Paris où elle compte parmi les demi-mondaines les plus en vue, amie de Coralie et d'Esther Gobseck auxquelles elle rend service avec générosité. Elle « fait une fin » bourgeoise en épousant Théodore Gaillard, journaliste et directeur du journal royaliste dans lequel Lucien de Rubempré éreinte sur commande l'excellent roman de son ami, Daniel d'Arthez.

## Chronologie de madame du Val-Noble
- En 1816, dans La Vieille Fille, elle est ouvrière blanchisseuse chez madame Lardot à Alençon. Profitant des rivalités entre les prétendants de Rose Cormon, elle soutire de l’argent à l’un d’eux, monsieur du Bousquier, en se prétendant enceinte.
- En 1817, elle s’installe à Paris sous le nom de madame du Val-Noble, « nom de guerre » emprunté au nom de la rue qu’habite Rose Cormon à Alençon.
- En 1821, dans Illusions perdues, elle devient rapidement une des femmes les plus célèbres du monde de la galanterie. Maîtresse de l’écrivain Victor Merlin, le faste de ses fêtes commence à être réputé. Lucien de Rubempré la rencontre au Rocher de Cancale, célèbre restaurant parisien situé rue Montorgueil.
- En 1822, elle organise un gigantesque repas auquel sont conviés Lucien de Rubempré, Coralie, Raoul Nathan, Émile Blondet. Les desserts viennent de chez Tortoni.
- En 1823, dans Les Paysans, elle écrit à Nathan et Blondet pour plaider la cause de ses semblables (les prostituées) et montrer la précarité de leur situation.
- En 1827, dans Les Comédiens sans le savoir, l’agent de change Falleix l’installe dans une charmante maison rue Saint-Georges.
- En 1829, entretenue chichement par Peyrade lorsque Falleix fait faillite, elle est cependant une des lorettes les plus en vue de Paris. Mais elle est « à pied ».
- En 1830, dans Splendeurs et misères des courtisanes, Carlos Herrera la cite en exemple à Esther Gobseck. Elle a retrouvé un autre protecteur : Théodore Gaillard. Esther Gobseck lui cède alors son appartement rue Taitbout et lui demande également de lui procurer des perles noires contenant du poison, vendues par Asie, avec lesquelles elle se donnera la mort après que le baron de Nucingen eut passé la nuit avec elle.
- En 1838, madame de Val-Noble épouse Théodore Gaillard.

## Elle apparaît aussi dans
- La Rabouilleuse
- Béatrix
- Un début dans la vie
- Une fille d'Ève